# Список рыб, занесённых в Красную книгу Узбекистана
В данный список включены 17 (с подвидами 18) видов рыб, вошедшие в последнее издание Красной книги Узбекистана (2019). По сравнению с предыдущим изданием Красной книги (2009), в новом списке изменений не было.
| Иллюстрация          | Название                                                          | Ареал вида на территории Узбекистана | Охранный статус | С.    |
| -------------------- | ----------------------------------------------------------------- | --- | --- | ----- |
| Группа Рыбы          |                                                                   | | |       |
| Класс Лучепёрые рыбы |                                                                   | | |       |
| Семейство Осетровые  |                                                                   | | |       |
|                      | Шип (Acipenser nudiventris)                                       | Нижнее и среднее течения реки Амударья; в прошлом Аральское море, реки Сырдарья. | 1(CR): Находящийся на грани полного исчезновения локально распространённый реликтовый вид. Внесён в Красный список МСОП [CR], {EX} (аральская популяция). | [ 2 ] |
|                      | Сырдарьинский лопатонос (Pseudoscaphirhynchus fedtschenkoi)       | Ранее обитал от верховьев до устья реки Сырдарья, вероятно сохранился в её верхнем течении. | 1(CR): Находящийся на грани полного исчезновения сырдарьинский эндемичный реликтовый вид. Внесён в Красный список МСОП [CR].                              | [ 2 ] |
|                      | Амударьинский малый лопатонос (Pseudoscaphirhynchus hermanni)     | Ранее обитал в реке Амударья от Термеза до устья; проникал в водоёмы низовьев рек Кашкадарья, Зарафшан. Сейчас сохранился в бассейне реки Амударья в пределах Бухарской, Сурхандарьинской области                   | 1(CR): Находящийся на грани полного исчезновения амударьинский эндемичный реликтовый вид. Внесён в Красный список МСОП [CR].                              | [ 2 ] |
|                      | Амударьинский большой лопатонос (Pseudoscaphirhynchus kaufmanni)  | Ранее встречался в реке Амударья от верховьев до устья; проникал в водоёмы низовьев рек Кашкадарья, Зарафшан. Сейчас сохранился в бассейне реки Амударья в пределах Хорезмской, Бухарской, Сурхандарьинской области | 1(CR): Находящийся на грани полного исчезновения, амударьинский эндемичный реликтовый вид. Внесён в Красный список МСОП [CR].                             | [ 2 ] |
| Семейство Вьюновые   |                                                                   | | |       |
|                      | Переднеазиатская щиповка (Sabanejewia aurata) (Аральская щиповка) | Бассейны рек Амударья, Сырдарья, Кашкадарья, Зарафшан — от верховьев до устий | 3(NT): Близкий к уязвимым аральский эндемичный подвид. Внесён в Красный список МСОП [LC].                                                                 | [ 2 ] |
| Семейство Карповые   |                                                                   | | |       |
|                      | Белоглазка (Abramis sapa)                                         | Нижние и средние течения бассейнов рек Амударья и Сырдарья. В прошлом — Аральское море. | 2(VU:D): Уязвимый, сокращающийся, локально распространённый вид.                                                                                          | [ 2 ] |
|                      | Ташкентская верховодка (Alburnoides oblongus)                     | Прибрежные мелководные участки рек, заводи с проточной водой. | 2(VU:D): Уязвимый, сокращающийся, локально распространённый сырдарьинский эндемичный вид.                                                                 | [ 2 ] |
|                      | Щуковидный жерех (Aspiolucius esocinus)                           | Средние течения рек Амударья и Сырдарья и их притоки; проникал в водоёмы низовьев рек Кашкадарья и Зарафшан. | 1(EN): Исчезающий, локально распространённый туркестанский эндемичный реликтовый вид. Внесён в Красный список МСОП [VU].                                  | [ 2 ] |
|                      | Аральский усач (Barbus brachycephalus brachephalus)               | Нижнее и среднее течение реки Амударья. В прошлом — Аральское море, река Сырдарья; проникал в водоёмы низовьев рек Кашкадарья, Зарафшан.                                                                            | 1(EN): Исчезающий, локально распространённый аральский эндемичный подвид                                                                                  | [ 2 ] |
|                      | Туркестанский усач (Barbus capito conocephalus)                   | Средние течения рек Амударья, Сырдарья, Зарафшан, Кашкадарья, Сурхандарья; в прошлом — Аральское море и низовья впадающих в него рек                                                                                | 2(VU:D): Уязвимый, сокращающийся, аральский эндемичный подвид.                                                                                            | [ 2 ] |
|                      | Остролучка (Capoetobrama kuschakewitschi)                         | Реки Амударья — от верховьев до устья, Кашкадарья, Сурхандарья; водоёмы среднего и нижнего течения реки Зарафшан; в прошлом — река Сырдарья                                                                         | 2(VU:D): Уязвимый, сокращающийся, туркестанский эндемичный реликтовый вид.                                                                                | [ 2 ] |
|                      | Туркестанский (среднеазиатский) язь (Leuciscus idus)              | Водоёмы низовьев реки Амударья; в прошлом — опреснённые участки Аральского моря | 4(DD): Неопределённый по статусу аральский эндемичный подвид.                                                                                             | [ 2 ] |
| Семейство Багариевые |                                                                   | | |       |
|                      | Туркестанский сомик (Glyptosternum reticulatum McClelland)        | Верхнее течение рек Шерабаддарья, Сурхандарья, Ахангаран, Чирчик, Нарын, Карадарья | 2(VU:D): Уязвимый, сокращающийся, мозаично распространённый нагорноазиатский эндемичный вид                                                               | [ 2 ] |
| Семейство Лососёвые  |                                                                   | | |       |
|                      | Аральский лосось (Salmo trutta aralensis) (Аральская кумжа)       | Аральское море, низовья реки Амударья | 0(EX): Исчезнувший в мире аральский эндемичный реликтовый подвид. Внесён в Красный список МСОП [CR].                                                      | [ 2 ] |
|                      | Амударьинская форель (Salmo trutta oxianus)                       | Верхнее течение реки Амударья (бассейны рек Сурхандарья, Сангардак, Туполанг); завезён в реку Танхаздарья, акклиматизирован в реках Карадарья и Нарын.                                                              | 2(VU:D): Уязвимый, сокращающийся, амударьинский эндемичный реликтовый подвид.                                                                             | [ 2 ] |
|                      | Аральская колюшка (Pungitius platygaster aralensis)               | Низовья реки Амударья; в прошлом — Аральское море. | 3(NT): Близкий к угрожаемым аральский эндемичный подвид.                                                                                                  | [ 2 ] |
| Семейство Рогатковые |                                                                   | | |       |
|                      | Чаткальский подкаменщик (Cottus jaxartensis Berg)                 | Верхнее течение бассейна реки Чирчик (реки Чаткал, Коксу, Пскем, Угам). | 2(VU:D): Уязвимый, сокращающийся, локально распространённый западнотяньшанский эндемичный реликтовый вид.                                                 | [ 2 ] |
|                      | Туркестанский подкаменщик (Cottus spinulosus Kessler)             | Верхнее течение бассейна реки Сырдарья (реки Карадарья и Нарын). | 2(VU:D): Уязвимый, сокращающийся, локально распространённый сырдарьинский эндемичный реликтовый вид.                                                      | [ 2 ] |
|                      |                                                                   | | |       |